# Limlingerode
Limlingerode is een dorp in de gemeente Hohenstein in het Landkreis Nordhausen in het noorden van Thüringen in Duitsland. 
Limlingerode is een van oorsprong Hoogduits sprekende plaats, en ligt aan de Uerdinger Linie.

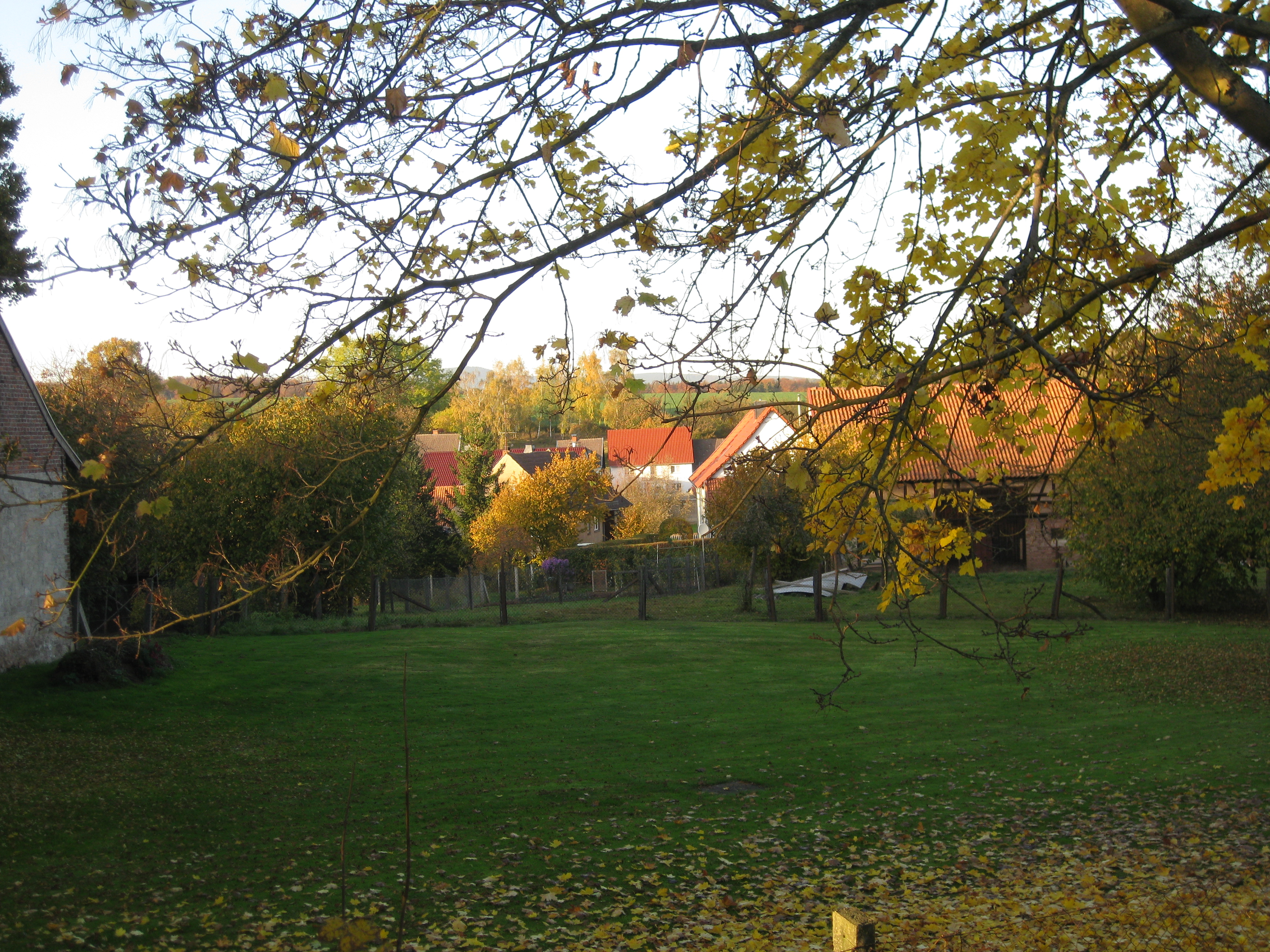
Limlingerode

## Geboren
- Sarah Kirsch, schrijfster en dichteres